# Sandra Gómez López
Sandra Gómez López (València, 23 de juliol de 1985) és una política socialista i advocada valenciana, primera tinenta d'alcalde de l'Ajuntament de València des d'agost de 2016, al govern de Joan Ribó.
Afiliada a les joventuts socialistes des dels 18 anys i expresidenta del Consell de la Joventut de la Comunitat Valenciana. Es llicencià en Dret i ADE per la Universitat de València i realitzà les pràctiques en el despatx Gómez Acebo, passant després dos anys en el departament processal – penal de Garrigues, que abandonà per a fer el doctorat i muntar el despatx GómezBelenguer Advocats. Cursà a més un master de Dret Empresarial organitzat per Garrigues i la Universitat Harvard. Al si del PSPV-PSOE, és secretària d'Acció Electoral de Joves Socialistes i secretària d'Idees i Programes a l'agrupació de València.
L'any 2015 coordinà la campanya del candidat a l'Alcaldia Joan Calabuig, que obtingué un 14% dels vots i cinc regidors, entre els quals es trobava la mateixa Gómez. El pacte entre socialistes, Compromís (amb Joan Ribó al capdavant) i València en Comú permeté desbancar a Rita Barberà de l'alcaldia de València després de 24 anys de governs conservadors i que Sandra Gómez ocupara la regidoria responsable de la Policia Local, Bombers i Protecció Civil.
L'agost de 2016, amb l'eixida de Joan Calabuig del consistori per a ocupar la Delegació del Consell per a la Unió Europea i Relacions Externes, Gómez va ser nomenada Primera Tinent d'Alcalde i Portaveu del PSPV de la ciutat de València.